# Facultad de Psicología de la Universidad Nacional de La Plata

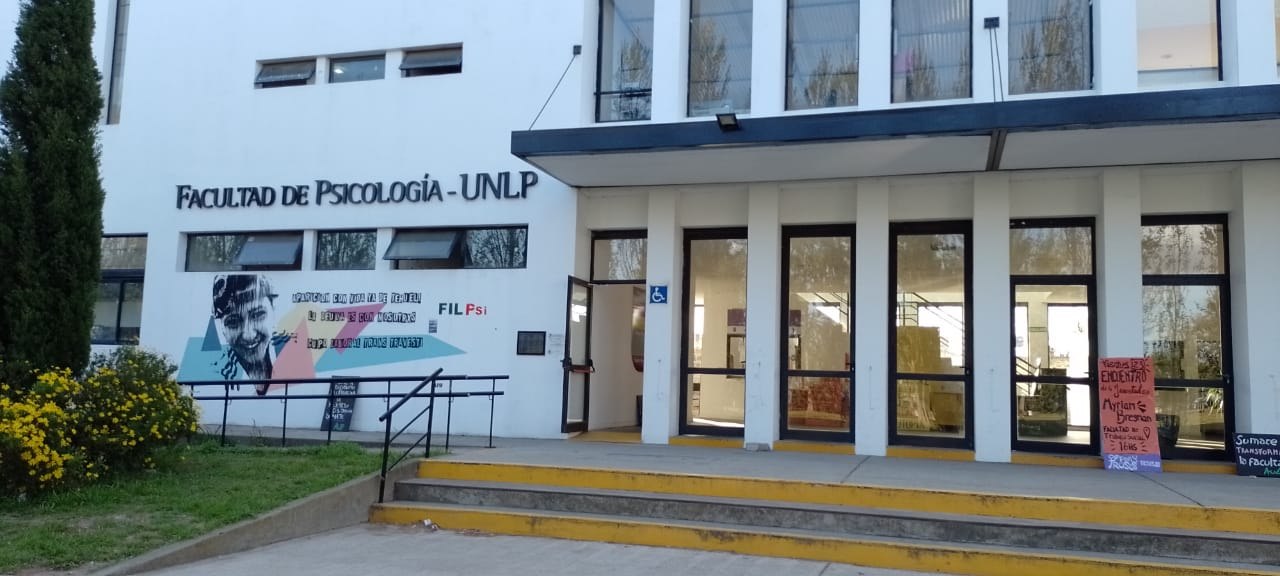
Facultad de Psicología - UNLP

La Facultad de Psicología de la Universidad Nacional de La Plata fue fundada en 2006. Sin embargo, la carrera se creó en 1958, dentro de la Facultad de Humanidades y Ciencias de la Educación.

## Edificio
La sede propia para Psicología dio el puntapié inicial a un complejo universitario montado en el predio donde antiguamente funcionó el Batallón de Infantería Marina III de La Plata, y que en 2014 se completó con el desembarco de Humanidades.
La construcción del pabellón comenzó a fines de 2010 con un presupuesto inicial de $13.802.200, el edificio fue habilitado y las clases comenzaron a dictarse allí el 9 de abril de 2012, aunque la presidenta Cristina Fernández de Kirchner protagonizó la inauguración oficial recién dos años después, el mismo día de 2014. En 2013 se habían habilitado el salón auditorio (un amplio espacio con capacidad para más de 500 personas y una superficie total de 565 metros cuadrados) y el playón de estacionamiento de la institución.
Con una superficie cubierta de unos 4.200 m² y un costo total de unos trece millones de pesos, la sede de la Facultad de Psicología cuenta con una Planta Baja que contiene un hall institucional, dependencias administrativas y servicios al público. Además, un Auditorio para más de 450 personas y un bar. Por otra parte, en una Planta Primera y Planta Segunda están las aulas de grado de variadas capacidades, mientras que la Planta Tercera está destinada la administración, la gestión, gabinetes y dependencias de posgrado.

## Carreras

### Grado
- Licenciatura en Psicología.
- Profesorado en Psicología.

### Especialización y Doctorado
- Doctorado en Psicología
- Clínica Psicoanalítica con adultos
- Clínica Psicoanalítica con Niños y Adolescentes
- Evaluación y Diagnóstico Psicológico
- Orientación Educativa y Laboral en ámbitos: Asistenciales, Institucionales y Comunitarios
- Psicología Educacional con Orientación en Procesos de Aprendizaje del Lenguaje Escrito